# Osman Zeki Üngör
Osman Zeki Üngör (Isztambul, 1880 – Isztambul, 1958. február 28.) török zeneszerző, hegedűvirtuóz, szövegíró, Törökország első Elnöki Szimfonikus Zenekarának karmestere; a török himnusz (İstiklâl Marşı) zenéjének szerzője. Segédkezett a Török Állami Konzervatórium megalapításában, és az intézmény első igazgatója is ő volt; aktívan részt vett a törvények létrehozásában, melyek értelmében a különleges művészi tehetséggel rendelkező diákok oktatását teljes egészében az állam finanszírozza.

## Élete
Isztambul Üsküdar negyedében született 1880-ban, egy cukorkereskedő fiaként. Nagyapja Santuri Hilmi Bey, az oszmán szultáni udvar elismert zenésze, az Oszmán Birodalmi Zenekar Fasl-ı Cedid zenekarának alapítója.
Középiskolai tanulmányait a Beşiktaş Katonai Akadémia középiskolájában végezte 1891-ben, 11 évesen nyert felvételt az Oszmán Birodalmi Zenekarhoz, és tehetségével nemcsak oktatói figyelmét keltette fel, hanem II. Abdulhamid szultánét is, aki Vondra Bey hegedűst és d’Aradna pasát bízta meg a fiú tanításával. Üngör zenei tanulmányai befejezésével hegedűművész lett, és hamar a Birodalmi Zenekar prímása, majd 1917-ben karmester lett belőle. Vezető szerepet játszott abban, hogy a zenekar, amely eredetileg leginkább katonai indulókat játszott, nyugati értelemben vett szimfonikus zenekarrá váljon.
Üngör zenekari tevékenysége mellett oktatóként is működött, zeneórákat adott a Birodalmi Zenekarnál, az Istanbul Erkek Lisesiben, és hetente nyilvános koncertet adott a Union Française-ben. Karmesterként fellépett Bécsben, Berlinben, Drezdában, Münchenben, Budapesten és Szófiában.
Hírneve csúcsát akkor érte el, amikor 1922-ben megírta a török nemzeti himnusz zenéjét Mehmet Akif Ersoy szövegére. Nem sokkal ezután az újonnan kikiáltott Török Köztársaság frissen megalapított Elnöki Szimfonikus Zenekarának első karmestere lett; emiatt 1924 körül Ankarába költözött.
Fontos szerepet játszott a Musik-i Muallim Cemiyeti (jelenleg a Hacettepei Egyetem Állami Konzervatóriuma) megalapításában, és 1924–1934 között az intézmény első igazgatója is volt. Ebben az időben aktív részt vett olyan törvények alkotásában, amely a különlegesen tehetséges fiatal művészek állami szponzorálását és külföldi taníttatását tette lehetővé.
1934-ben nyugdíjba vonult, élete hátralévő részét az isztambuli Maçka Palasban lévő otthonában élte le. Hetvennyolc évesen hunyt el 1958. február 28-án. Utolsó kívánságát, mely szerint temetésén játsszák le a himnuszt, a kormány örömmel teljesítette, így a köztársaság történetében ő lett a második (a szöveg szerzője, Mehmet Akif Ersoy után), akinek temetésén elhangzott a himnusz. Üsküdarban nyugszik, a Karacaahmet temetőben.
Egy fia született, Ekrem Zeki, aki apja nyomdokaiba lépett hegedűművészként és zenetanárként.

## Külső hivatkozások
- Biography of Osman Zeki Üngör Archiválva 2011. november 8-i dátummal a Wayback Machine-ben
- Ekrem Pinar, Sorhum Kaymakami, Halkapinar - Osman Zeki Üngör

## Fordítás
- Ez a szócikk részben vagy egészben  az   Osman Zeki Üngör című angol Wikipédia-szócikk ezen változatának fordításán alapul.  Az eredeti cikk szerkesztőit annak laptörténete sorolja fel. Ez a jelzés csupán a megfogalmazás eredetét és a szerzői jogokat jelzi, nem szolgál a cikkben szereplő információk forrásmegjelöléseként.